# Algemene verkiezingen in Liberia (1863)

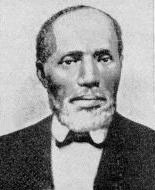
President Daniel Bashiel Warner.

De algemene verkiezingen in Liberia van 1863 werden in mei van dat jaar gehouden en gewonnen door Daniel Bashiel Warner van de Republican Party. Het lijkt er op dat Warner de enige kandidaat was, maar exacte date ontbreken. Op 4 januari 1863 werd Warner geïnaugureerd.